# Протей (спътник)
Вижте пояснителната страница за други значения на Протей.
Протей е естествен спътник на Нептун, носещ името на морското божество от древногръцката митология Протей, син на Посейдон. За откриватели се посочват Харолд Ретсема, Уилям Хубарт, Лари Лебовски и Дейвид Толен, които на 24 май 1981 г. откриват спътника използвайки окултация, но наблюденията им са недостатъчни, за да бъде определена орбитата му. Орбиталните и физическите параметри биват разкрити през юли 1989 г. от снимки на апарата Вояджър 2. За кратко време след откриването си е бил известен като S/1989 N 1. Понякога още бива наричан Нептун 8.

## Физически характеристики
Диаметърът на Протей е повече от 400 km; спътникът е по-голям дори от Нереида. Въпреки това, той не е открит по време на наблюдения от Земята поради голямата си близост на Нептун, губейки се в нейния блясък. Протей има едно от най-ниските албедо на тела в Слънчевата система, сходно с това на Феба — 0,10. Повърхността на спътника е покрита с множество кратери, издаващи отсъствието на геологична активност. Учените считат, че неправилната форма на Протей е възможно най-голямата, преди собствената гравитация на спътника да го „сплеска“ в сферична форма.